# Tiếng Mono (California)
Tiếng Mono là một ngôn ngữ thuộc ngữ tộc Numi của hệ ngôn ngữ Ute-Aztec, là ngôn ngữ tổ tiên của người Mono. Tiếng Mono gồm hai phương ngữ, đông và tây. Cái tên "Monachi" thường dùng để chỉ phương ngữ tây và "Paiute thung lũng Owens" để chỉ phương ngữ đông. Năm 1925, Alfred Kroeber ước tính rằng tiếng Mono có 3.000 tới 4.000 người nói. Tính đến  năm 2010 chỉ còn khoảng 40 người lớn tuổi nói tiếng Mono như bản ngữ. Nó được phân loại là một ngôn ngữ "cực kỳ nguy cấp" bởi UNESCO. Nó hiện diện tại nam dãy núi Sierra Nevada, lưu vực Mono, và thung lũng Owens nằm trong California. Tiếng Mono có quan hệ gần với tiếng Bắc Paiute; cả hai được xem là những ngôn ngữ Numi.

## Tây Mono
Số người bản ngữ năm 1994 là từ 37 tới 41. Đa số sống tại Northfork Rancheria và Auberry, California. Big Sandy Rancheria và Dunlap, California có từ 12 tới 14 người nói. Người Mono tại Northfork và Big Sandy Rancheria đã và đang mở các lớp dạy tiếng Mono. Dù không phải đều thông thạo, khoảng 100 người tại Northfork có hiểu biết nhất định về ngôn ngữ này. Cuối thập niên 1950, nhà ngôn ngữ học Sydney Lamb đã hoàn thành một từ điển và ngữ pháp tiếng Mono Northfork. Phương ngữ Tây Mono có một số từ mượn tiếng Tây Ban Nha, được tiếp nhận từ thời las Californias còn là thuộc địa Tây Ban Nha, cũng như từ mượn tiếng Yokuts và tiếng Miwok

## Âm vị
Bên dưới là hệ thống âm vị phương ngữ Tây Mono, theo Lamb (1958)

### Nguyên âm
|           | trước | sau không làm tròn | sau làm tròn |
| --------- | ----- | ------------------ | ------------ |
| Cao       | i     | y                  | u            |
| Không cao | e     | a                  | o            |

### Phụ âm
|               | Đôi môi | Lưỡi trước | Vòm | Ngạc mềm | Ngạc mềm | Lưỡi gà | Lưỡi gà | Thanh hầu |
| thường        | Đôi môi | Lưỡi trước | Vòm | môi hóa  | thường   | môi hóa |         | Thanh hầu |
| ------------- | ------- | ---------- | --- | -------- | -------- | ------- | ------- | --------- |
| Mũi           | m       | n          |     |          |          |         |         |           |
| Tắc           | p       | t          |     | k        | kʷ       | q       | qʷ      | ʔ         |
| Tắc xát       |         | ts         |     |          |          |         |         |           |
| Xát           |         | s          |     | x        |          |         |         | h         |
| Bán nguyên âm |         |            | j   |          | w        |         |         |           |

## Ngữ pháp
Tiếng Mono là một ngôn ngữ chắp dính, sử dụng nhiều hậu tố để thêm vào gốc từ với mục đính ngữ pháp.

### Phục hồi
- Onishi, Norimitsu (ngày 17 tháng 6 năm 2012). "With Casino Revenues, Tribes Push to Preserve Languages, and Cultures". The New York Times. tr. 14.
- Charles McCarthy (ngày 14 tháng 10 năm 2007). "Learning an almost lost language; The few Mono Indians remaining who speak their tongue are passing it down to children to preserve culture". The Fresno Bee. Truy cập ngày 9 tháng 7 năm 2012.
- James May (ngày 11 tháng 7 năm 2003). "Defying the Silence, Part 2: A Race Against Time". Indian Country Today. Bản gốc lưu trữ ngày 20 tháng 12 năm 2013. Truy cập ngày 9 tháng 7 năm 2012.